# マルナカオリーブ温泉 カラオケステージ
『マルナカオリーブ温泉カラオケステージ』は、香川県に本社のある西日本放送（RNCラジオ）制作のリスナー参加型カラオケ番組である。2010年9月30日放送終了。

## 概要
かつてRNCテレビで放送されていた『カラオケ最前線』の流れを汲んだ番組。
毎回、香川県内各地にあるカラオケ喫茶からの公開録音形式をとっている。司会は元西日本放送アナウンサーの植松おさみ。地元スーパーマーケットのマルナカが小豆島土庄町で運営している「マルナカオリーブ温泉」が冠スポンサー。
チャンピオン大会では予選・決勝をテレビでも放送される（基本的に予選は土曜か日曜の4時台、決勝は月曜か火曜の10時台に1時間番組で放映）。

## 放送時間
- 月曜 - 金曜 12:25 - 40

| スタブアイコン | サブスタブ | この項目は、まだ閲覧者の調べものの参照としては役立たない、ラジオ番組に関連した書きかけの項目です。この項目を加筆・訂正などしてくださる協力者を求めています（P:ラジオ/PJ:放送番組）。 |